# Gerry Connolly
Gerald Edward "Gerry" Connolly, född 30 mars 1950 i Boston, Massachusetts, död 21 maj 2025 i Mantua i Fairfax County, Virginia, var en amerikansk demokratisk politiker. Han representerade delstaten Virginias elfte distrikt i USA:s representanthus från 2009 till sin död.
Connolly avlade 1971 sin grundexamen i litteraturvetenskap vid Maryknoll College i Glen Ellyn, Illinois. Maryknoll College stängdes slutligen 1972 och den sista utexaminerade årskursen var 1971. Connolly avlade sedan 1979 sin master vid Harvard University.
Kongressledamoten Thomas M. Davis kandiderade inte till omval i kongressvalet i USA 2008. Connolly vann valet och tillträdde som kongressledamot i januari 2009.